# Gustav von Metnitz

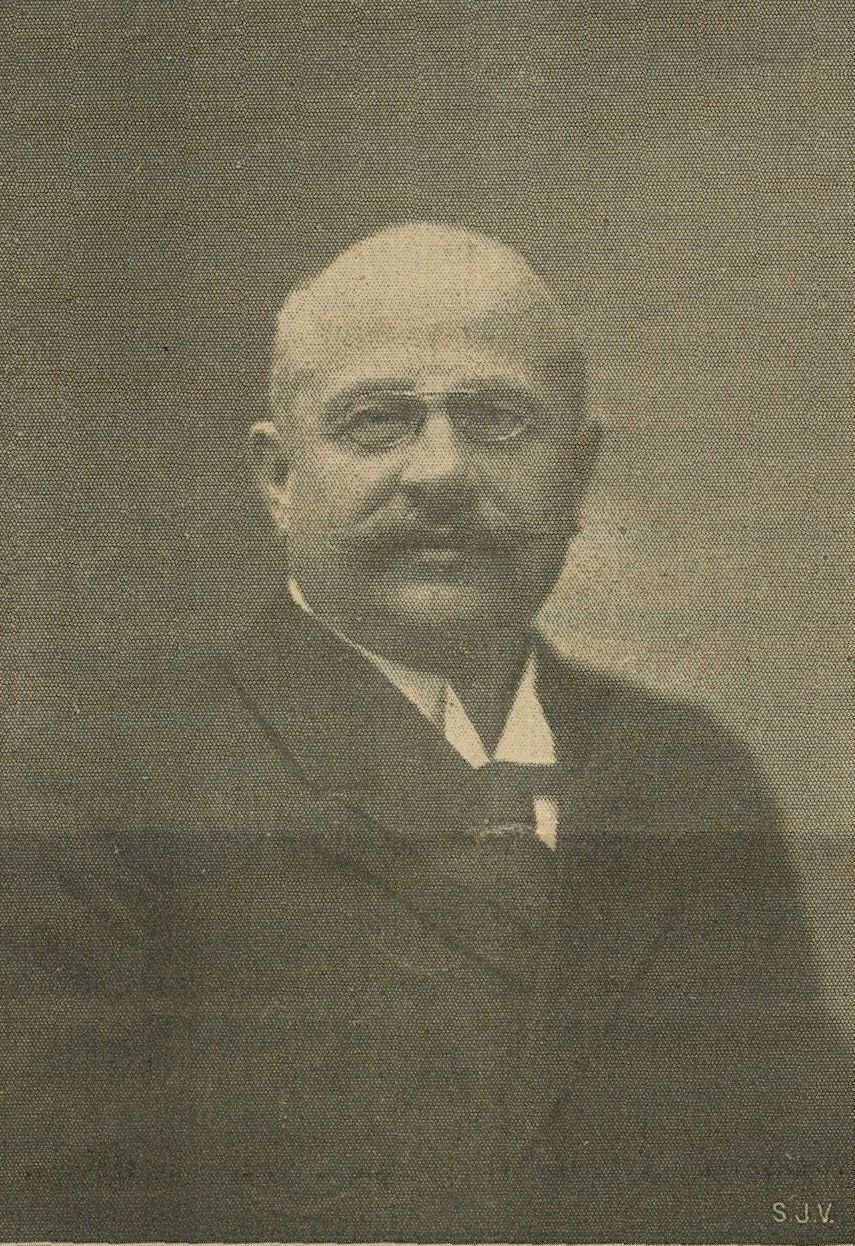
Porträtfoto von Gustav von Metnitz

Grab von Gustav von Metnitz in Annabichl

Gustav Adolf Ritter von Metnitz (* 24. oder 26. Juni 1862 in Grafenstein als Gustaf Karl von Metnitz; † 23. Dezember 1915 in Klagenfurt) war Bürgermeister von Klagenfurt. 

## Leben
Gustav von Metnitz wurde als ältester Sohn des Gustav Karl von Metnitz, Besitzer von Schloss Rain bei Grafenstein, geboren. Die Familie, die dem Kärntner Uradel entstammte und deren Wurzeln sich bis ins 12. Jahrhundert zurückverfolgen lassen, besaß schon seit dem 16. Jahrhundert Liegenschaften in Klagenfurt. Gustav von Metnitz besuchte das humanistische Gymnasium in Klagenfurt, studierte in Wien Jus und erwarb einen Doktorgrad. Während seines Studiums war er 1882/83 Mitglied der Burschenschaft Silesia Wien. Danach praktizierte er bei der Finanzprokuratur in Klagenfurt und legte 1891 die Advokatenprüfung ab. 1894 eröffnete er eine eigene Rechtsanwaltskanzlei in Klagenfurt.
1895 wurde von Metnitz Mitglied des Klagenfurter Gemeinderates, 1896 Landtagsabgeordneter, 1897 Landeshauptmannstellvertreter, er galt als deutschgesinnter Kärntner. Von 1898 bis 1905 war er Vizebürgermeister und wurde 1909 zum Bürgermeister der Stadt gewählt. In seiner Amtszeit wurden zahlreiche Wohlfahrtseinrichtungen geschaffen, das Elektrizitätswerk entstand, die Pferdebahn zum Wörthersee wurde durch eine elektrische Straßenbahn ersetzt, die Bestattung und die Wörthersee-Schifffahrt wurden kommunalisiert, der Schlachthof wurde gebaut, und das Neue Stadttheater wurde 1910 eröffnet.
Unter dem Motto „Klagenfurt an den Wörthersee“ kaufte die Gemeinde unter seiner Führung Wörthersee-Grundstücke, wofür er damals stark angefeindet wurde. Heute wird die Initiative des damaligen Bürgermeisters als segensreiche Maßnahme für die Stadt betrachtet, die Bezeichnung „Metnitzstrand“ erinnert noch daran.
Gustav von Metnitz starb, noch im Amt, am 23. Dezember 1915 und wurde auf dem Zentralfriedhof Annabichl in Feld 2, Reihe Süd, Nr. 23 beigesetzt. Er war mit Johanna von Vest (1869–1948) verheiratet, das Paar hatte einen Sohn, Hanns, geboren 1895, der 1918 an der italienischen Front fiel, sowie vier Töchter: Erika, verh. von Günner (1892–1985), Leonore (Lore) (1897–1901), Gustava (Gusti), verh. Roth (1902–1980) und Maria (Mia), verh. Nojer (1904–1971).

## Belege
- Eduard Skudnigg: Die freigewählten Bürgermeister von Klagenfurt. In: Gotbert Moro (Hrsg.): Die Landeshauptstadt Klagenfurt. Aus ihrer Vergangenheit und Gegenwart. Band 2. Klagenfurt 1970, S. 311 f.
- Gustav Adolf von Metnitz: Gustav von Metnitz, Bürgermeister der Landeshauptstadt. In: Gotbert Moro (Hrsg.): Die Landeshauptstadt Klagenfurt. Aus ihrer Vergangenheit und Gegenwart. Band 2. Klagenfurt 1970, S. 109–121.
- Helge Dvorak: Biographisches Lexikon der Deutschen Burschenschaft. Band 1: Politiker. Teilband 8: Supplement L–Z. Winter, Heidelberg 2014, ISBN 978-3-8253-6051-1, S. 79–81.
- Gotbert Moro: Metnitz Gustav von. In: Österreichisches Biographisches Lexikon 1815–1950 (ÖBL). Band 6, Verlag der Österreichischen Akademie der Wissenschaften, Wien 1975, ISBN 3-7001-0128-7, S. 247.
- Bürgermeister seit 1850 auf der Website der Stadt Klagenfurt